# متنوعة قوانغشية
متنوعة قوانغشية (الاسم العلمي: Variovorax guangxiensis) هي نوع من البكتيريا، سلبية الغرام، تتبع جنس الملتهمة متغيرة.